# Rhipidia (Rhipidia) phaon
Rhipidia (Rhipidia) phaon is een tweevleugelige uit de familie steltmuggen (Limoniidae). De soort komt voor in het Neotropisch gebied.